# ون بيس (الموسم 12)
الموسم الثاني عشر من أنمي ون بيس، أُنتج بواسطة أستوديو توي أنميشن، وبإخراج يرواكي مياموتو وتوشينوري فوكوزاوا. بدأ بثُّ الموسم في اليابان على قناة تلفزيون فوجي من 5 يوليو 2009م، واستمر حتى 11 أكتوبر 2009م، بمجموع 14 حلقة.
يحكي الموسم عن بارثولوميو كوما أحد أعضاء الشيتشيبوكاي، بالإضافة إلى مغامرات لوفي في جزيرة النساء. وقصة القرصانة بوا هانكوك عضوة الشيتشيبوكاي.

## قائمة الحلقات

### «جزيرة النساء»
| الرقم | عنوان الحلقة                                                                                    | تاريخ العرض الأصلي |
| ----- | ----------------------------------------------------------------------------------------------- | ------------------ |
| 408   | «هبوط! الجزيرة المحرّمة على الرّجال، أمازون ليلي!» (上陸! 男子禁制の島アマゾン·リリー)            | 5 يوليو 2009       |
| 409   | «أسرع إلى أصدقائك! مغامرة جزيرة النّساء» (急げ! 仲間のもとへ 女ヶ島の冒険)                       | 12 يوليو 2009      |
| 410   | «يقع الجميع في الحبّ! الإمبراطورة القرصانة هانكوك!» (みんなメロメロ! 海賊女帝ハンコック)         | 19 يوليو 2009      |
| 411   | «السّرّ المخفيّ على ظهرها، لقاء لوفي وأميرة الثّعابين!» (背中に隠された秘密 遭遇ルフィと蛇姫)       | 2 أغسطس 2009       |
| 412   | «حكم قاسٍ! تتحوّل مارغريت إلى حجر!» (非情の裁き! 石にされたマーガレット!!)                        | 9 أغسطس 2009       |
| 413   | «يخوض لوفي قتالاً مختلفًا! قوى الهاكي للأختان الأفعى!» (ルフィ第苦戦! ヘビ姉妹の覇気の力!!)       | 16 أغسطس 2009      |
| 414   | «معركة قوى خاصّة شاملة! فاكهة المطّاط ضدّ فاكهة الأفعى!» (能力全開バトル!! ゴムゴムVSヘビヘビ)     | 23 أغسطس 2009      |
| 415   | «اعتراف هانكوك! ماضي الأخوات المقيت!» (ハンコックの告白 姉妹の忌まわしき過去)                   | 30 أغسطس 2009      |
| 416   | «إنقاذ إيس! الوجهة التّالية: السّجن العظيم» (エースを救え! 新たな目的地は大監獄)                  | 6 سبتمبر 2009      |
| 417   | «الحبّ إعصار! آكلة فاكهة الحبّ هانكوك» (恋はハリケーン! メロメロハンコック)                       | 13 سبتمبر 2009     |
| 418   | «مواقع الأصدقاء! عِلم الطّقس والجزيرة الميكانيكيّة» (仲間達の行方 天候の科学とからくり島)          | 20 سبتمبر 2009     |
| 419   | «مواقع الأصدقاء! جزيرة الطّيور العملاقة والنّعيم الورديّ» (仲間達の行方 巨鳥の島と桃色の楽園!)     | 27 سبتمبر 2009     |
| 420   | «مواقع الأصدقاء! الجزر الموصولة بالجسر والنّباتات الضّارية» (仲間達の行方 島をつなぐ橋と食人植物) | 4 أكتوبر 2009      |
| 421   | «مواقع الأصدقاء! سلبيّة أميرة وملك الشّياطين!» (仲間達の行方 島をつなぐ橋と食人植物)              | 11 أكتوبر 2009     |

## إصدارات الأقراص

### اليابانية
| المجلد                   | المجلد                | المجلد   | الحلقات        | تاريخ الإصدار | المصدر |
| ------------------------ | --------------------- | -------- | -------------- | ------------- | ------ |
|                          | 12thシーズン 女ヶ島篇 | piece.01 | 408–411        | 6 أبريل 2011  | [ 15 ] |
| piece.02                 | 12thシーズン 女ヶ島篇 | 412–415  | 6 أبريل 2011   | [ 16 ]        |        |
| piece.03                 | 12thシーズン 女ヶ島篇 | 416–418  | 11 مايو 2011   | [ 17 ]        |        |
| piece.04                 | 12thシーズン 女ヶ島篇 | 419–421  | 11 مايو 2011   | [ 18 ]        |        |
| ONE PIECE Log Collection | ”هانكوك“              | 408–421  | 20 ديسمبر 2013 | [ 19 ]        |        |

## الملاحظات
1. ↑  ترتيب الحلقات حسب أستوديو توي أنميشن.
2. ↑  ترجمة عناوين الحلقات وفق منصة كرانشي رول.